# マンナール県
マンナール県（マンナールけん、タミル語: மன்னார் மாவட்டம் Maṉṉār Māvaṭṭam、シンハラ語: මන්නාරම දිස්ත්‍රික්කය、英語: Mannar District）は、スリランカ北部州に属する県。県都はマンナール。マナー県とも表記される。

## 歴史
現在のマンナール県の領域は、紀元前5世紀から13世紀までラジャラタと呼ばれる王権の一部であった。13世紀から植民地時代までの期間は、マンナール県は北部のジャフナ王国の支配下に置かれていた。 ジャフナ王国の滅亡後、この地は時代とともにポルトガル、オランダ、そしてイギリスの支配下に入った。1815年、イギリスはセイロン島の支配を確立すると、全島を低地シンハラ、高地シンハラ、タミルの3つの民族を基準とする行政区域に分割した。マンナール県はタミル行政区域の一部とされた。1833年、コールブルーク・キャメロン委員会の提言により、民族別の行政区域は廃止され、新たに5つの地形に基づいた州が設立された。 マンナール県はジャフナ県、ワンニ県とともに北部州を構成する県の一つとなった。
この区分はスリランカ独立後も変わらず、マンナール県は北部州を構成する県の一つであり続けた。1978年9月には北部州に新たにムッライッティーヴー県が創設され、東マンタイ地区が同県へと移行された。
スリランカ内戦中、マンナール県の多くの地域が長期に渡り反政府組織タミル・イーラム解放のトラ (LTTE) の支配下に入っていた。政府がその支配を回復したのは、スリランカ軍が奪還を果たした2008年のことである。

## 地理

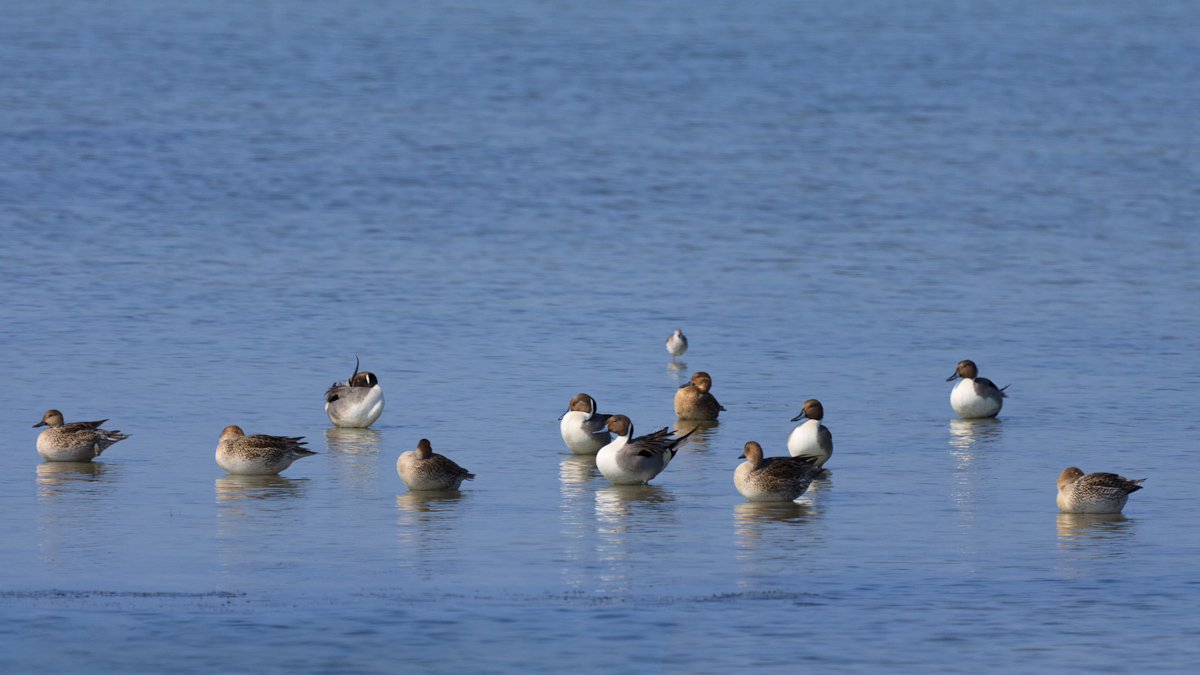
マンナール県のオナガガモ

マンナール県はスリランカ最北の北部州のインド洋に面した西側海岸沿いに位置している。面積は1,996 km2で、県域は北でキリノッチ県、北東でムッライッティーヴー県、東でバブニヤ県、南東で北中部州のアヌラーダプラ県、南西で北西部州のプッタラム県と接する。県庁所在地であるマンナールは、インド洋に突き出たマンナール島に位置しており、同島の沖合い約50 km先はインドのタミル・ナードゥ州である。
マルワトゥ川はスリランカで2番目に長い河川で、アヌラーダプラ県とマンナール県を通過する。マンナール県にはスリランカ中央高地に端を発する帯水層も存在しており、北部州ではこうした帯水層の水を利用して農業が営まれている。
マンナール県にはまた、スリランカの他の地域と比べて独特の植生や野生動物が存在している。マンナール島はスリランカでは珍しいバオバブの木が多い地域として知られている。バオバブはアフリカ原産の樹木であるが、この地域に滞在していたアラブ商人がラクダの餌とするために持ち込んだものである。今日ではラクダは見られなくなったが、バオバブはいまだマンナールの暑い砂地で繁栄を続けている。

### 行政区画
マンナール県は5つの郡（DS地区）から構成されている。郡はさらに153のGN地区から構成されている。
| 郡（DS地区） | 主要な都市 及び町 | GN 地区 | 面積 (km2) | 人口（2012年国勢調査） | 人口（2012年国勢調査） | 人口（2012年国勢調査） | 人口（2012年国勢調査） | 人口（2012年国勢調査） | 人口（2012年国勢調査） | 人口 密度 (/km2) |
| 郡（DS地区） | 主要な都市 及び町 | GN 地区 | 面積 (km2) | スリランカ・タミル     | スリランカ・ムーア     | シンハラ               | インド・タミル         | その他                 | 合計                   | 人口 密度 (/km2) |
| ------------ | ----------------- | ------- | ---------- | ---------------------- | ---------------------- | ---------------------- | ---------------------- | ---------------------- | ---------------------- | ---------------- |
| マドゥ       | マドゥ            | 17      | 553        | 6,793                  | 559                    | 273                    | 5                      | 1                      | 7,631                  | 14               |
| マンナール   | マンナール        | 49      | 212        | 40,865                 | 8,982                  | 953                    | 131                    | 6                      | 50,937                 | 240              |
| 西マンタイ   | アダンパン        | 36      | 608        | 12,993                 | 1,123                  | 337                    | 177                    | 0                      | 14,630                 | 24               |
| ムサリ       | Chilawathurai     | 20      | 475        | 3,042                  | 4,818                  | 147                    | 2                      | 0                      | 8,009                  | 17               |
| ナナタン     | ナナタン          | 31      | 148        | 16,875                 | 605                    | 251                    | 79                     | 34                     | 17,844                 | 121              |
|              |                   | 153     | 1,996      | 80,568                 | 16,087                 | 1,961                  | 394                    | 41                     | 99,051                 | 50               |

## 人口動態
2012年時点のマンナール県の人口は99,051人。人口の大半はスリランカ・タミルから構成される。
マンナール県の人口動態は北部州の他県や東部州と同じように、2009年まで続いた内戦により大きな影響を受けている。この内戦における死者は10万人に上ると推定されており、また内戦期間を通じて、数十万から百万とも言われるタミル人が西側諸国などへ移住した。それ以外でも、多くのタミル人が比較的安全なコロンボへと移住している。さらに県内にいたスリランカ・ムーアやシンハラ人といったタミル人以外の民族グループの多くが、タミル・イーラム解放のトラ (LTTE) により他の地域へと追放された。内戦の終結後はこうした避難民の多くが帰還している。

### 民族
| 年             | タミル | タミル | ムスリム | ムスリム | シンハラ | シンハラ | その他 | その他 | 合計 人口 |
| 年             | 人口   | %      | 人口     | %        | 人口     | %        | 人口   | %      | 合計 人口 |
| -------------- | ------ | ------ | -------- | -------- | -------- | -------- | ------ | ------ | --------- |
| 1881年国勢調査 | 14,415 | 67.52% | 6,635    | 31.08%   | 142      | 0.67%    | 156    | 0.73%  | 21,348    |
| 1891年国勢調査 | 16,098 | 65.68% | 7,643    | 31.18%   | 592      | 2.42%    | 178    | 0.73%  | 24,511    |
| 1901年国勢調査 | 16,848 | 67.59% | 7,715    | 30.95%   | 201      | 0.81%    | 162    | 0.65%  | 24,926    |
| 1911年国勢調査 | 16,731 | 65.35% | 8,092    | 31.61%   | 639      | 2.50%    | 141    | 0.55%  | 25,603    |
| 1921年国勢調査 | 16,949 | 66.25% | 8,002    | 31.28%   | 538      | 2.10%    | 93     | 0.36%  | 25,582    |
| 1946年国勢調査 | 19,623 | 62.22% | 10,410   | 33.01%   | 1,186    | 3.76%    | 319    | 1.01%  | 31,538    |
| 1963年国勢調査 | 40,140 | 66.70% | 17,260   | 28.68%   | 2,262    | 4.35%    | 160    | 0.27%  | 60,180    |
| 1971年国勢調査 | 53,353 | 68.50% | 20,878   | 26.81%   | 3,568    | 4.58%    | 83     | 0.11%  | 77,882    |
| 1981年国勢調査 | 68,178 | 63.75% | 28,464   | 26.62%   | 8,710    | 8.14%    | 1,588  | 1.48%  | 106,940   |
| 2000年推計     | n/a    | n/a    | n/a      | n/a      | n/a      | n/a      | n/a    | n/a    | 96,667    |
| 2001年推計     | 92,911 | 94.84% | 5,038    | 5.14%    | 16       | 0.02%    | 0      | 0.00%  | 97,965    |
| 2002年推計     | 86,153 | 93.52% | 5,934    | 6.44%    | 31       | 0.03%    | 0      | 0.00%  | 92,118    |
| 2003年推計     | 92,129 | 93.24% | 6,649    | 6.73%    | 35       | 0.04%    | 0      | 0.00%  | 98,813    |
| 2004年推計     | n/a    | n/a    | n/a      | n/a      | n/a      | n/a      | n/a    | n/a    | 102,135   |
| 2005年推計     | n/a    | n/a    | n/a      | n/a      | n/a      | n/a      | n/a    | n/a    | 103,936   |
| 2006年推計     | n/a    | n/a    | n/a      | n/a      | n/a      | n/a      | n/a    | n/a    | 103,671   |
| 2007年推計     | 95,560 | 92.16% | 8,073    | 7.79%    | 55       | 0.05%    | 0      | 0.00%  | 103,688   |
| 2008年推計     | 67,503 | 89.11% | 8,214    | 10.84%   | 38       | 0.05%    | 0      | 0.00%  | 75,755    |
| 2009年推計     | 80,781 | 85.97% | 13,144   | 13.99%   | 36       | 0.04%    | 0      | 0.00%  | 93,961    |
| 2011年調査     | 78,789 | 82.56% | 16,130   | 16.90%   | 455      | 0.48%    | 56     | 0.06%  | 95,430    |
| 2012年国勢調査 | 80,962 | 81.74% | 16,087   | 16.24%   | 1,961    | 1.98%    | 41     | 0.04%  | 99,051    |

### 宗教

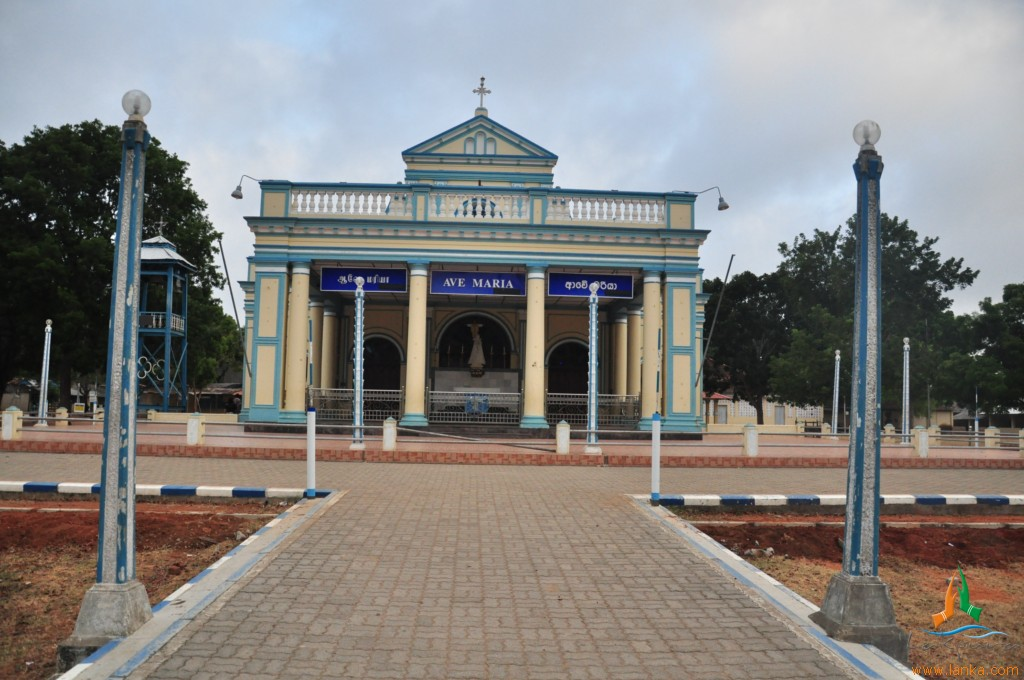
Shrine of Our Lady of Madhu

マンナール県はカトリックが優勢な地域である。1990年以前は、その他にムスリムや僅かながらシンハラ人も存在していた。キリスト教はポルトガル植民地時代にもたらされたもので、ポルトガル統治下ではヒンドゥー寺院は教会や要塞へと転換された。インドの南海岸やスリランカの西海岸でカトリックが強いのはポルトガル植民地時代の影響である。仏教やヒンドゥー教、イスラム教も少数派ながら存在する。
| 年             | キリスト教 | キリスト教 | ヒンドゥー教 | ヒンドゥー教 | イスラム教 | イスラム教 | 仏教  | 仏教  | その他 | その他 | 合計 人口 |
| 年             | 人口       | %          | 人口         | %            | 人口       | %          | 人口  | %     | 人口   | %      | 合計 人口 |
| -------------- | ---------- | ---------- | ------------ | ------------ | ---------- | ---------- | ----- | ----- | ------ | ------ | --------- |
| 1981年国勢調査 | 44,689     | 42.07%     | 28,895       | 27.20%       | 29,161     | 27.45%     | 3,363 | 3.17% | 127    | 0.12%  | 106,235   |
| 2012年国勢調査 | 56,932     | 57.48%     | 23,464       | 23.69%       | 16,553     | 16.71%     | 2,066 | 2.09% | 36     | 0.04%  | 99,051    |